# Hořejší nábřeží
Hořejší nábřeží je ulice na Smíchově v Praze vede podél levého břehu Vltavy od vyšehradského železničního mostu kolem Palackého mostu k Jiráskovmu mostu. Nabízí jedinečný výhled na pražskou dominantu Vyšehrad a historický železniční most. U nábřeží je smíchovská náplavka, kde se pořádají kulturní a společenské akce. Nábřeží měří 900 m. V úseku Strakonická-Vltavská se jedná o silnici II. třídy a v úseku Vltavská-Dienzenhoferovy sadysilnici I. třídy. V celé své délce je komunikace jednosměrná ve směru Dienzenhoferovy sady. Ulice je orientována severo-jižním směrem.

## Historie a názvy
Výstavba části nábřeží mezi Palackého a Jiráskovým mostem začalo v roce 1903. Další část obsahující náplavku směrem k železničnímu mostu byla dokončena v 20. letech 20. století.

## Budovy, firmy a instituce
- botel Admirál – u břehu Hořejšího nábřeží[5]
- Výletní kino Smíchov – Hořejší nábřeží[6][7]
- Smíchovská vodárna – bývalá vodárna, pod železničním mostem